# Groveland (Massachusetts)
Groveland (Massachusetts) ist eine kleine Stadt in Neuengland im Bundesstaat Massachusetts an der Ostküste der Vereinigten Staaten. Das U.S. Census Bureau hat bei der Volkszählung 2020 eine Einwohnerzahl von 6752 ermittelt.
Groveland liegt im nördlichen Teil von Essex County, grenzt an Boxford, Georgetown, Haverhill, und West Newbury. Die Stadt ist in zwei Bezirke aufgeteilt, Groveland und South Groveland und gehört zum 6. Wahlbezirk von Massachusetts (Massachusetts's 6th congressional district).

## Geschichte
Groveland war ursprünglich der östliche Teil der Kirchengemeinde Bradford, welche zur Stadt Rowley gehörte. Bevor Bradford im Jahr 1672 von Rowley getrennt und in Bradford umbenannt wurde, nannte man den Ort Rowley on the Merrimack, oder nur Merrimack (am Fluss Merrimack River). Bradford wurde 1897 nach Haverhill eingemeindet. Groveland wurde am 9. September 1850 zu einer eigenständigen Stadt von Massachusetts erhoben, weshalb dieser Tag als Groveland Day von den Einwohnern gefeiert wird.
Im Dezember 1638 wurde der Pfarrer und Puritaner Ezekiel Rogers nach siebzehn Dienstjahren von seinem Pfarrersposten der englischen Gemeinde Rowley in Yorkshire enthoben. Zusammen mit zwanzig Familien verließ er England. 1638 erreichten sie Salem in Amerika und entschlossen sich nach einem kurzen Aufenthalt in New Haven im folgenden Sommer eine neue Siedlung am Ufer des Merrimack River nördlich von Boston zu gründen. Für £800 erwarb die Siedlergruppe – inzwischen auf 60 Familien angewachsen – Land von den Städten Ipswich und Newbury und gründeten im Frühjahr 1639 die neue Siedlung, die nach dem Herkunftsort der Siedler Rowley genannt wurde. Im September 1639 wurde die Stadt offiziell gegründet.
Die Congregational Church von Groveland hat eine Kirchenglocke, die von Paul Revere gegossen wurde. Von den 900 Glocken, die von Reveres Firma hergestellt wurden, ist dies die einzig verbliebene noch läutende Glocke. Im Rathaus wird die älteste Handfeuerpumpe des Landes aus dem Jahr 1798 ausgestellt. Sie wurde ursprünglich „TORRENT“ von Roxbury, MA, genannt, dann 1828 nach Bradford, MA gebracht und in „Engine 2.“ umbenannt und schlussendlich ab 1850 „VETO.“ genannt.

## Geographie
Die Stadt Groveland hat eine Fläche von 24,4 km², die sich in 23,2 km² Land- und 1,2 km² Wasserfläche aufteilt (4,99 %). Sie liegt am Merrimack River.

## Politik
Groveland wird in Form der Volksversammlung (open town meeting) regiert, die typisch für Neuengland ist. Die Leitung der Stadt erfolgt durch einen Ausschuss der Stadträte (board of selectman), der aus drei Mitgliedern besteht – ein Mitglied dieses Ausschusses wird jeweils in einer jährlichen Stadtversammlung für drei Jahre neu gewählt. Die Stadträte teilen sich die Befugnisse (municipal authority) mit der städtischen gesetzgebenden Körperschaft (legislative body), der Stadtversammlung (town meeting) und anderen gewählten Ausschüssen (elected boards).
Die Stadträte sind für alle Regierungspflichten verantwortlich, wie zum Beispiel die Durchführung von Wahlen. Sie stellen in Zusammenarbeit mit dem Stadtkämmerer (Finance Director), Stadtbuchhalter (Town Accountant) und mit Mitgliedern des Finanzkomitees (Finance Committee)den jährlichen Finanzhaushalt der Stadt auf (annual operating Budget). Jeden 1. Juli eines Jahres ernennen die Stadträte Ausschussmitglieder, genehmigen die Einstellung von Stadtangestellten, halten öffentliche Anhörungen zu wichtigen Fragen der Stadt ab und setzen Gemeindeverordnungen in Kraft. Der Stadträteausschuss trifft sich alle zwei Wochen montags zu öffentlichen Sitzungen abends um 18 Uhr (wenn nicht anders angekündigt).

## Transport- und Verkehrssysteme
Die Innenstadt von Groveland wird durch die Kreuzung der Massachusetts State Routes 97 und 113 markiert. An dieser Kreuzung befindet sich die einzige Ampel des Ortes. Ebenfalls in der Innenstadt befindet sich die Groveland Bridge, die den Merrimack River überspannt und Groveland mit Haverhill verbindet.
Die Bahnstrecke Georgetown–Bradford, die durch den Ort führte, war von 1851 bis 1941 in Betrieb.

## Sehenswürdigkeiten
- Elm Park

Ulmenpark: Ursprünglich 1832 als Constitution Park angelegt; 1857 mit Pflanzen von Ulmen umbenannt, welche in den 1950er Jahren einem Ulmensterben erlagen. Neuanlage des Parks in den 1990er Jahren mit einer resistenten Ulmensorte.
- Town Hall

Die großen Fenster des Rathauses ermöglichen den Blick auf historische Artefakte einschließlich der Löschpumpe „VETO“.

## Bildung
Groveland gehört zum Pentucket Regional School District und hat folgende Schulen:
- Bagnall Elementary School
- Pentucket Regional Middle School
- Pentucket Regional High School